# St. Andreas (Möhringen)

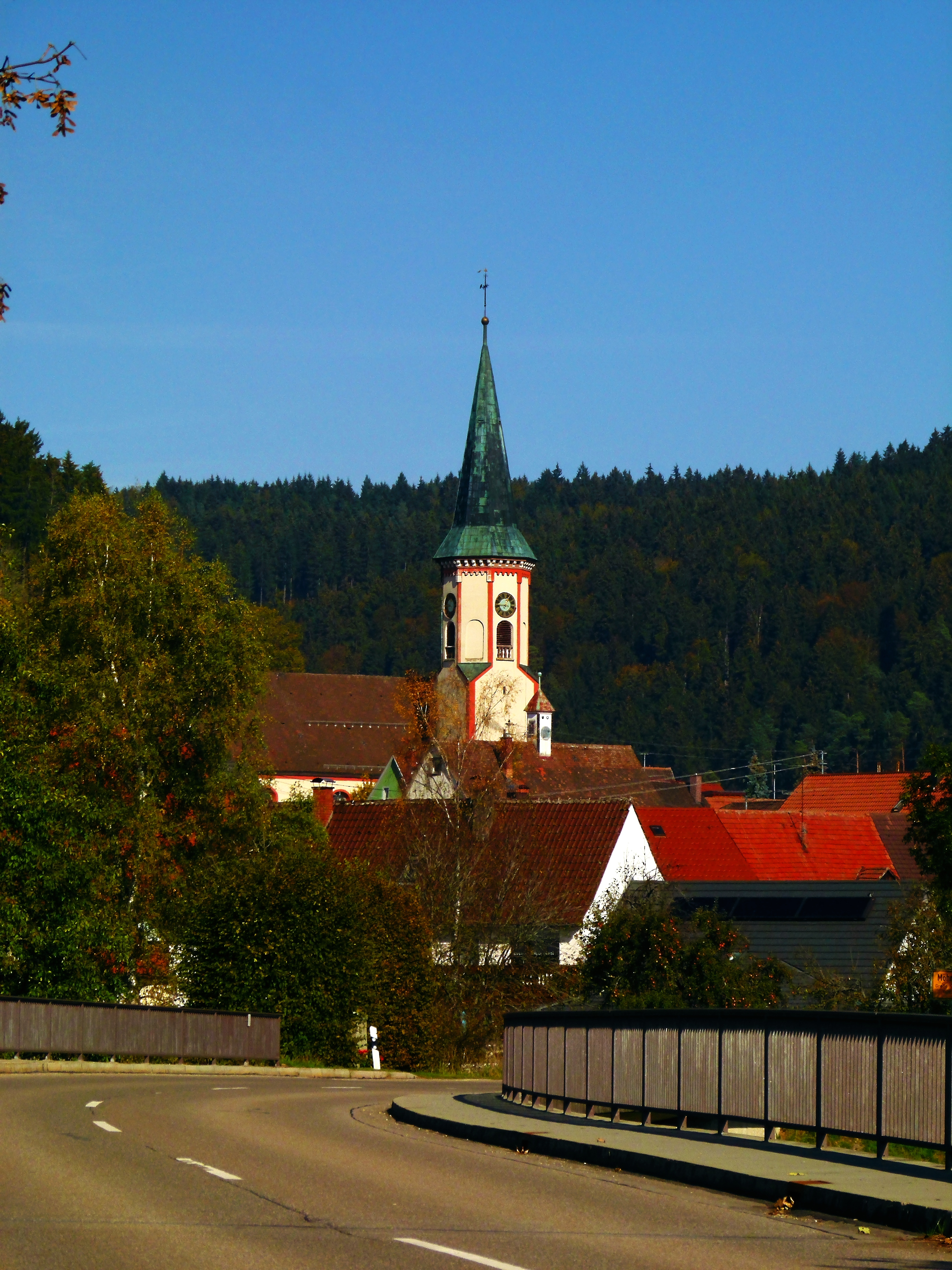
St. Andreas in Möhringen

Die römisch-katholische Pfarrkirche St. Andreas steht in Möhringen an der Donau, einem Stadtteil der Kreisstadt Tuttlingen im Landkreis Tuttlingen in Baden-Württemberg. Sie gehört zum Dekanat Hegau im Erzbistum Freiburg. Das Bauwerk ist beim Landesamt für Denkmalpflege Baden-Württemberg als Baudenkmal eingetragen.

## Beschreibung
Die im Kern spätgotische, von Strebepfeilern gestützte Saalkirche wurde 1597 umgebaut. Sie besteht aus einem Langhaus, einem eingezogenen, dreiseitig geschlossenen Chor im Osten und dem Chorflankenturm auf quadratischem Grundriss an der Südwand des Chors. Er wurde mit einem achteckigen Geschoss aufgestockt, das die Turmuhr und den Glockenstuhl mit vier Kirchenglocken beherbergt, und mit einem spitzen Helm bedeckt. An der Nordwand des Chors befindet sich eine Kapelle.
Die Wandmalerei im Innenraum des Chors, die die Auferstehung Jesu Christi zeigt, stammt von Franz Joseph Zoll. Die Orgel wurde 1855 von Martin Braun gebaut.